# 韋斯特布魯克鎮區 (北卡羅萊納州桑普森縣)
韋斯特布魯克鎮區（英語：Westbrook Township）是位於美國北卡羅萊納州桑普森縣的一個鎮區。

## 地方資料
韋斯特布魯克鎮區的面積為90.14平方千米，皆為陸地。根據2020年美國人口普查的數據，當地共有人口1630人，而人口密度為每平方千米18.08人。